# Provincial Parks in Saskatchewan
Dieser Artikel gibt eine Übersicht über die zurzeit 35 (Stand: Juli 2015) Provincial Parks in der kanadischen Provinz Saskatchewan. Die Parks werden vom Saskatchewan Parks verwaltet.
Die rechtliche Grundlage für die Parks ist The Parks Act (Chapter P-1.1 of the Statutes of Saskatchewan) von 1986 in der aktuellen Fassung.

## Liste
| IUCN-Kategorie | WDPA-ID   | Name                                     | Fläche in km² | Gründungsdatum | Typ                 | Internetseite                 |
| -------------- | --------- | ---------------------------------------- | ------------- | -------------- | ------------------- | ----------------------------- |
| Ib             | 555557743 | Athabasca Sand Dunes Provincial Park     | 2.081,72      | 1992           | Wilderness          |                               |
| III            | 555557750 | Blackstrap Provincial Park               | 6,05          | 1986           | Recreation          |                               |
| V              | 555557758 | Buffalo Pound Provincial Park            | 22,79         | 1963           | Recreation          |                               |
| V              | 555557757 | Candle Lake Provincial Park              | 83,64         | 1986           | Recreation          |                               |
| III            | 555557731 | Cannington Manor Provincial Park         | 0,45          | 1986           | Historic            | Cannington Manor              |
| Ib             | 555557735 | Clarence-Steepbank Lakes Provincial Park | 163,50        | 1994           | Wilderness          |                               |
| Ib             | 555557746 | Clearwater River Provincial Park         | 2.363,10      | 1986           | Wilderness          |                               |
| V              | 555557737 | Crooked Lake Provincial Park             | 1,86          | 1986           | Recreation          |                               |
| III            | 555557733 | Cumberland House Provincial Park         | 0,05          | 1986           | Historic            |                               |
| II             | 555516060 | Cypress Hills Interprovincial Park (a)   | 58            | 1998           | Natural environment | Cypress Hills Interprovincial |
| V              | 555557713 | Danielson Provincial Park                | 33,64         | 1971           | Recreation          |                               |
| II             | 555557712 | Douglas Provincial Park                  | 96,69         | 1973           | Natural environment |                               |
| II             | 555557752 | Duck Mountain Provincial Park            | 267,24        | 1931           | Natural environment |                               |
| V              | 555557768 | Echo Valley Provincial Park              | 5,73          | 1960           | Recreation          |                               |
| III            | 555557725 | Fort Carlton Provincial Park             | 1,31          | 1986           | Historic            |                               |
| III            | 555557726 | Fort Pitt Provincial Park                | 0,13          | 1986           | Historic            |                               |
| II             | 555557762 | Good Spirit Lake Provincial Park         | 24,90         | 1931           | Natural environment |                               |
| V              | 555566944 | Great Blue Heron Provincial Park         | 111,03        | 2013           | Recreation          |                               |
| II             | 555557756 | Greenwater Lake Provincial Park          | 202,46        | 1932           | Natural environment |                               |
| V              | 555557714 | Katepwa Point Provincial Park            | 0,05          | 1931           | Recreation          |                               |
| II             | 555557764 | Lac La Ronge Provincial Park             | 3.198,25      | 1939           | Natural environment | Lac La Ronge                  |
| III            | 555557767 | Last Mountain House Provincial Park      | 0,60          | 1986           | Historic            |                               |
| II             | 555557759 | Makwa Lake Provincial Park               | 25,32         | 1986           | Natural environment |                               |
| II             | 555557763 | Meadow Lake Provincial Park              | 1.689,94      | 1959           | Natural environment |                               |
| II             | 555557753 | Moose Mountain Provincial Park           | 402,74        | 1931           | Natural environment |                               |
| II             | 555557754 | Narrow Hills Provincial Park             | 586,33        | 1934           | Natural environment |                               |
| V              | 555557766 | Pike Lake Provincial Park                | 4,73          | 1960           | Recreation          |                               |
| II             | 555704869 | Porcupine Hills Provincial Park          | 304,34        | 2018           | Natural environment | Porcupine Hills               |
| V              | 555557761 | Rowan's Ravine Provincial Park           | 2,77          | 1960           | Recreation          |                               |
| II             | 555557755 | Saskatchewan Landing Provincial Park     | 72,42         | 1973           | Natural environment |                               |
| III            | 555557739 | St. Victor Petroglyphs Provincial Park   | 0,04          | 1986           | Historic            |                               |
| III            | 555557734 | Steele Narrows Provincial Park           | 1,43          | 1986           | Historic            |                               |
| V              | 555557760 | The Battlefords Provincial Park          | 6,06          | 1960           | Recreation          |                               |
| III            | 555557727 | Touchwood Hills Post Provincial Park     | 0,07          | 1986           | Historic            |                               |
| Ib             | 555557715 | Wildcat Hill Provincial Park             | 221,68        | 1992           | Wilderness          |                               |
| III            | 555557728 | Wood Mountain Post Provincial Park       | 0,05          | 1986           | Historic            |                               |